# Chilperico di Aquitania

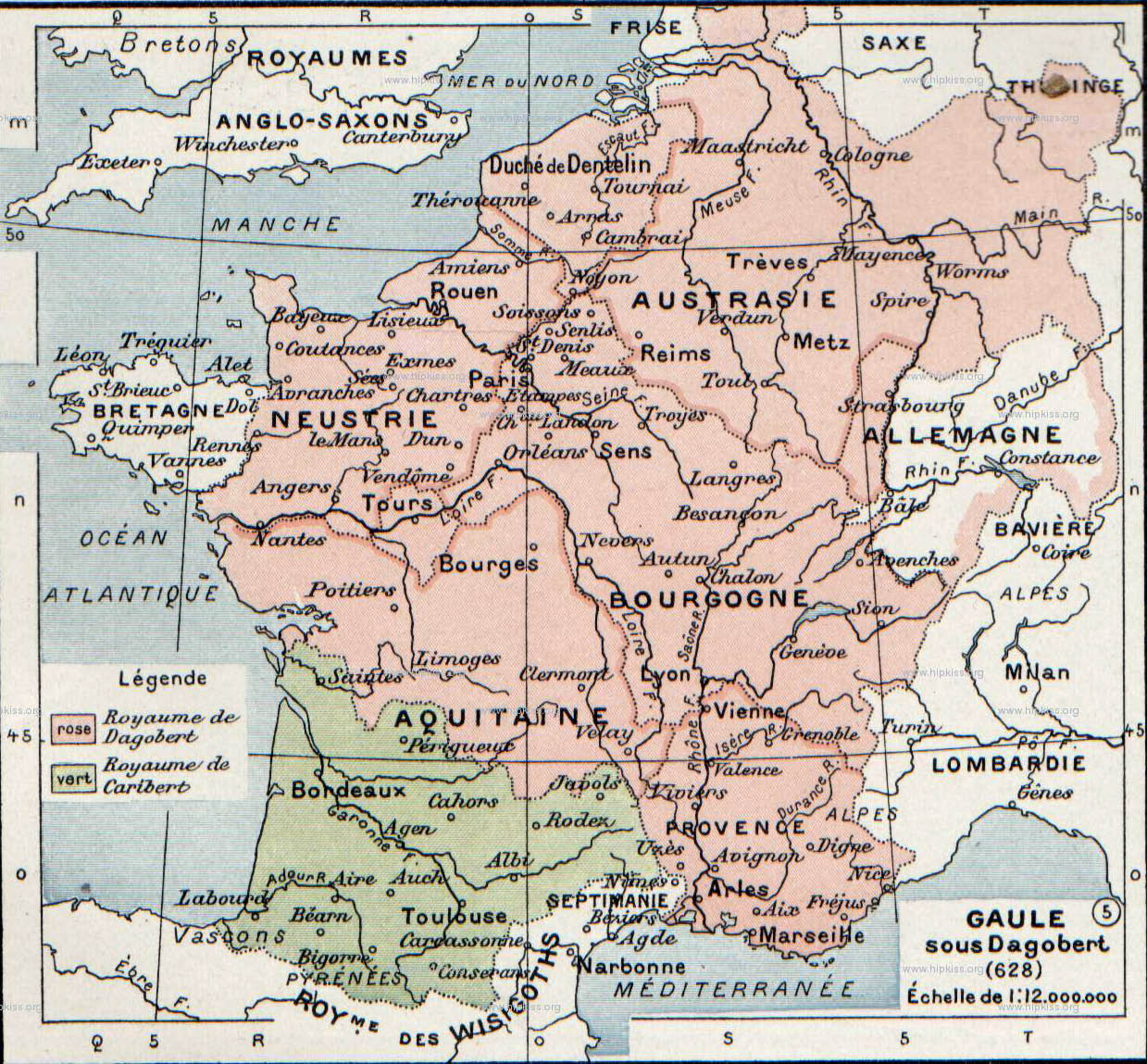
Il regno di Chilperico è in verde.

Chilperico (630 circa – 632) fu re merovingio dei Franchi d'Aquitania.

## Origini
Era l'unico figlio del re dei Franchi Sali della dinastia merovingia, Cariberto II e della sua moglie di cui non si conoscono gli ascendenti

## Biografia
Nel 632, all'età di circa due anni, succedette sul trono di Aquitania al padre, Cariberto II, assassinato quasi sicuramente per ordine del fratellastro Dagoberto I. La Cronaca di Fredegario ci tramanda che, pochi mesi dopo la morte di Cariberto, suo zio Dagoberto I lo fece uccidere (si sospetta che la morte di Chilperico fosse opera di Dagoberto I) per tornare in possesso dei territori che nel 629 aveva ceduto al fratellastro perché rinunciasse alla spartizione del regno paterno.
Dopo la sua morte, il presunto fratello Bertrando di Bordeaux, scampato alla morte, si riconobbe suddito di Dagoberto: fu creato duca di Aquitania e fu padre di sant'Uberto; governò unitamente a Boggio, accreditato anch'egli come fratello di Chilperico, che diede origine ad una dinastia di duchi che si estinse in Aquitania, nel 769, con Carlomagno, ma proseguì in Guascogna.
Una seconda ipotesi è che Bertrando di Bordeaux e Boggio avessero sposato due presunte di sorelle Chilperico, Fligberta e Oda.

### Fonti primarie
- (LA)  Fredegario, FREDEGARII SCHOLASTICI CHRONICUM CUM SUIS CONTINUATORIBUS, SIVE APPENDIX AD SANCTI GREGORII EPISCOPI TURONENSIS HISTORIAM FRANCORUM.
- (LA)  Rerum Gallicarum et Francicarum Scriptores, tomus tertius.